# Manna litewska
Manna litewska (Glyceria lithuanica (Gorski) Gorski) – gatunek rośliny z rodziny wiechlinowatych. Występuje od Polski na zachodzie po Japonię na wschodzie. W Polsce jest gatunkiem bardzo rzadkim; rośnie tylko w Puszczy Rominckiej w rezerwatach: Boczki, Czarnówko i Mechacz Wielki.

## Morfologia
ŁodygaŹdźbło do 150 cm wysokości.
LiścieObustronnie szorstkie, o szerokości 5–9 mm.
KwiatyZebrane w 3–8-kwiatowe kłoski długości 4–10 mm, te z kolei zebrane w luźną, jednostronnie zwieszoną wiechę o długości 15–30 cm. Plewki dolne długości 3–4 mm.
OwocZiarniak.

## Biologia i ekologia
Bylina, hemikryptofit. Rośnie w bagiennych lasach na torfowiskach, m.in. w borealnej świerczynie na torfie. Kwitnie od czerwca do sierpnia.

## Zagrożenia i ochrona
Roślina umieszczona w Polskiej Czerwonej Księdze Roślin oraz na polskiej czerwonej liście w grupie gatunków krytycznie zagrożonych (CR).